# 南町 (前橋市)
南町（みなみちょう）は、群馬県前橋市の町名。現行行政地名は南町一丁目から南町四丁目。郵便番号は371-0805。面積は1.39km2（2011年9月末現在）。

## 地理
JR両毛線・前橋駅の南側一帯であり、町名の由来にもなっている。主に住宅地として利用されている。北は紅雲町、表町、本町に、東は文京町に、南は六供町に、西は利根川を境に下石倉町、小相木町に接する。

### 河川
- 利根川
  - 平成大橋
  - 南部大橋

### 地価
住宅地の地価は、2014年（平成26年）1月1日に公表された公示地価によれば、南町4丁目21番3外の地点で7万9000円/m2となっている。

## 歴史
1967年に前橋市の6町が合併し成立した地名である。JR両毛線の電化及び複線化が行われ、急激に宅地化が進んだ。

### 年表
- 1967年紅雲町、宗甫分町の各一部から南町一丁目、宗甫分町、六供町から南町二丁目、紅雲町、宗甫分町、前代田町、天川原町から南町三丁目、宗甫分町、市之坪町、天川原町から南町四丁目が成立。
- 1978年 南部大橋が開通する。
- 1980年 両毛線の高架化事業が起工する。

## 世帯数と人口
2017年（平成29年）8月31日現在の世帯数と人口は以下の通りである。
| 丁目       | 世帯数    | 人口    |
| ---------- | --------- | ------- |
| 南町一丁目 | 692世帯   | 1,271人 |
| 南町二丁目 | 982世帯   | 2,030人 |
| 南町三丁目 | 993世帯   | 1,926人 |
| 南町四丁目 | 520世帯   | 1,005人 |
| 計         | 3,187世帯 | 6,232人 |

## 小・中学校の学区
市立小・中学校に通う場合、学区（校区）は以下の通りとなる。
| 町丁       | 区域 | 小学校             | 中学校             |
| ---------- | ---- | ------------------ | ------------------ |
| 南町一丁目 | 全域 | 前橋市立桃井小学校 | 前橋市立第一中学校 |
| 南町二丁目 | 全域 | 前橋市立城南小学校 | 前橋市立第一中学校 |
| 南町三丁目 | 全域 | 前橋市立桃井小学校 | 前橋市立第一中学校 |
| 南町四丁目 | 全域 | 前橋市立城南小学校 | 前橋市立第一中学校 |

## 交通

### 鉄道
最寄りの駅はJR前橋駅（表町）。

### 道路
国道は通っておらず、県道は群馬県道11号前橋玉村線と群馬県道2号前橋館林線が通っている。

## 施設
公共

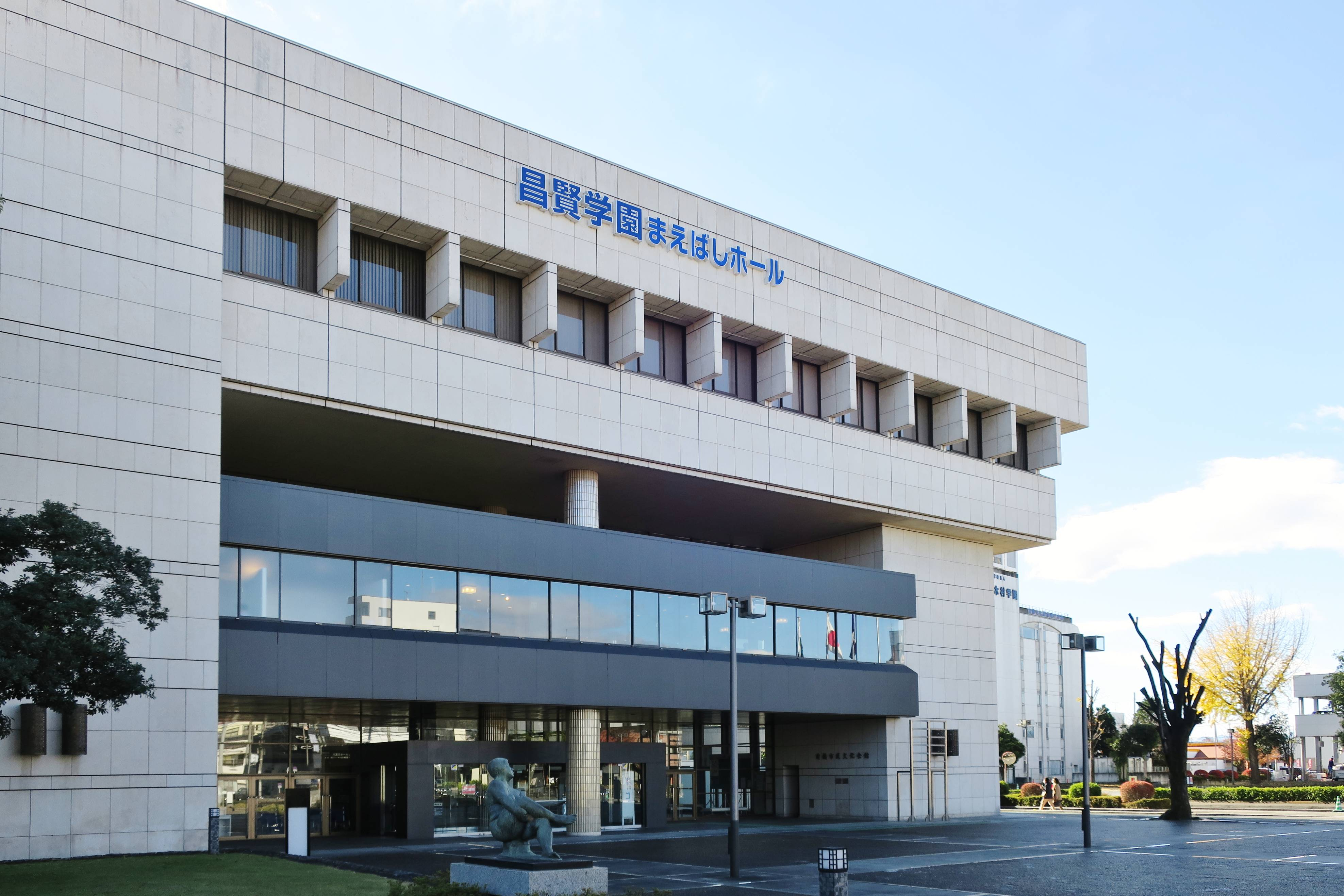
昌賢学園まえばしホール（前橋市民文化会館）

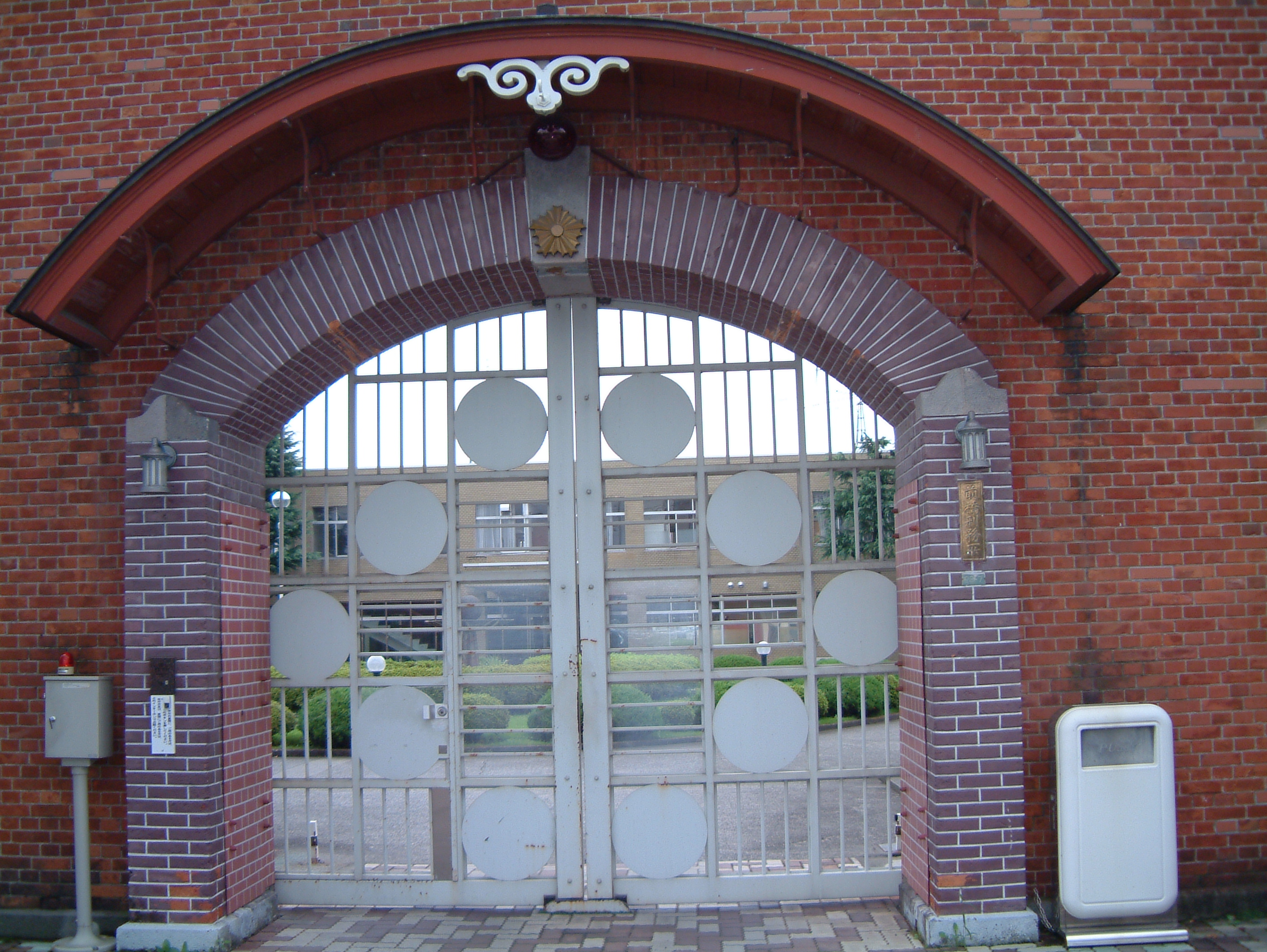
前橋刑務所正門

- 昌賢学園まえばしホール（前橋市民文化会館）
- 前橋刑務所

その他
- 前橋南町郵便局
- 南町緑地

### 教育
高等学校
- 群馬県立前橋商業高等学校

中学校
- 前橋市立第一中学校

その他
- 群馬県立盲学校